# Sovari
Sovari est un village de la municipalité de Čazma situé dans le comitat de Bjelovar-Bilogora en Croatie.